# Podaca
Podaca je večje razloženo naselje, ki upravno spada pod občino Gradac; le-ta pa spada pod Splitsko-dalmatinsko županijo.

## Geografija
Podaca je turistično naselje brez pravega središča na južnem delu Makarskega primorja, ki leži pod gorskim masivom planine Rilić, oddaljena od Makarske okoli 35 km. Stari del naselja leži nekoliko oddaljeno od obale na vznožju hriba in se šele v novejšem času razvija tudi ob obali. Na obali so od zaselka Strožanac do rta Krilo  prijene plaže, lepa pa je tudi narava v okolici. Nad Podaco stoji stara opuščena vas Selo.

## Naselja
Podaca je razdeljena na tri zaselke: Kapić, Viskovića vala in Ravanje.

## Demografija
| Pregled števila prebivalcev po letih | Pregled števila prebivalcev po letih | Pregled števila prebivalcev po letih | Pregled števila prebivalcev po letih | Pregled števila prebivalcev po letih | Pregled števila prebivalcev po letih | Pregled števila prebivalcev po letih | Pregled števila prebivalcev po letih | Pregled števila prebivalcev po letih | Pregled števila prebivalcev po letih | Pregled števila prebivalcev po letih | Pregled števila prebivalcev po letih | Pregled števila prebivalcev po letih | Pregled števila prebivalcev po letih | Pregled števila prebivalcev po letih |
| ------------------------------------ | ------------------------------------ | ------------------------------------ | ------------------------------------ | ------------------------------------ | ------------------------------------ | ------------------------------------ | ------------------------------------ | ------------------------------------ | ------------------------------------ | ------------------------------------ | ------------------------------------ | ------------------------------------ | ------------------------------------ | ------------------------------------ |
| 1857                                 | 1869                                 | 1880                                 | 1890                                 | 1900                                 | 1910                                 | 1921                                 | 1931                                 | 1948                                 | 1953                                 | 1961                                 | 1971                                 | 1981                                 | 1991                                 | 2001                                 |
| 345                                  | 375                                  | 372                                  | 379                                  | 409                                  | 373                                  | 364                                  | 309                                  | 213                                  | 192                                  | 158                                  | 176                                  | 184                                  | 218                                  | 716                                  |

## Gospodarstvo
Glavna gospodarska dejavnost je turizem. Pred hotelom Lav je manjše pristanišče, ki dopušča pristajane plovil z ugrezom do dveh metrov.

## Zgodovina
Arheološke najdbe iz rimske dobe kažejo na to, da je bilo tu antično naselje Pitunitum.
Po razporedu in načinu gradnje kamnitih vaških hiš je stari del naselja najkarakteristično podbiokovsko naselje. V naselju stoji cerkev sv.Ivana zgrajena na prehodu iz 12. v 13. stoletje. Poleg stoji baročna župnijska cerkev sv. Ane iz 18. stoletja obkrožena s pokopališčem na katerem stoji en ornamentiran steček.